# プレス機械

プレス機械にセットされた金型の上下動の様子

プレス機械（プレスきかい、英: forming press）とは、金属素材に強い圧力を加え、金型の形状に変形させる機械である。
漢字では鍛圧機械とも表記される。

## 概要
金型を装着し、金属などの素材（被加工材）を金型の間に挟みこみ、強い力を伴った上下動により素材を金型表面に押し付けて、金型と同じ形状に加工する。用いられる金型により、曲げる、せん断（切断）する、絞る、つぶすなどの加工をすることが可能である。いずれの加工にせよ、加工時に発生する力を機械の系の中で支える（対して、加工時に発生する力を機械の系の外へ放出するものは「ハンマー」とよばれる）。
プレス機械は、一般に「ボルスタ」と呼ばれる面に「下金型」がセットされ、スライドと呼ばれる上下動を行う部分に「上金型」がセットされる。スライドの上下動により、上下の金型が離れているときは被加工材をセットでき、咬みあうことで曲げ・抜きや成形が行われる。
プレス機械は主に 薄い金属（「金属板」、「板金」）の加工に用いられるので、「板金機械」に分類されることもある。金型を用いるので生産性が高く、自動車産業には欠かせない機械であり、自動車メーカーや自動車部品メーカーには加圧能力が数万kN（キロ・ニュートン）におよぶ大型機械が多数設置されている。

## 分類
スライドの作動方式により2大別することが一般的である。
- 機械式プレス: モーターの回転運動をクランク機構などを用いて往復運動（英語版）に変えスライドを動作させる。
- 液圧式プレス: 液体に圧力をかけてスライドを動作させる。作動流体としては大抵は油が用いられるので「油圧式プレス」とも呼ばれる。

また機能による分類法もあり、この方法では stamping pressスタンピングプレス、forging press 鍛造プレス、press brake プレスブレーキ、punch press パンチプレス（＝穿孔、穴あけ のためのプレス機械） などに分類されている。 

## 機械式プレス
モーターによる回転運動をクランク機構やスクリュー機構などで往復運動に変換して塑性加工に用いる力をとりだす。
クランク式プレスの場合、モーターとクランク軸・コネクティングロッドは直結せず、回転運動をフライホイールに蓄え、上下運動させたい時のみクラッチを繋いで運動変換する。 クラッチには「ポジティブクラッチ」（爪式クラッチ）と「フリクションクラッチ」の2種類がある。現在製作されている機械式プレスには、急停止機構を備えるためにフリクションクラッチが用いられる。
せん断加工や小物の絞り加工の用途に向いている。
機構や構造によって下記のような種類がある。
- クランクプレス
- クランクレスプレス
- ナックルプレス
- スクリュープレス
  - 摩擦プレス
- シェービングプレス
- ウェッジプレス
- カム式プレス
- リンクプレス
- タレットパンチプレス
- ダイイングマシン
- ノッチングプレス

など。

## 液圧式プレス
液圧ポンプで作動液を液圧回路内で循環させ、上下運動させたい時のみ電磁弁などで回路を切り替えて液圧シリンダーへ作動液を供給し、シリンダーに直結したスライドやクッションを動作させる。
上下運動・停止は液圧回路の切り替えで容易にできる。 取り出したいエネルギー量は液圧を調整して任意に調整できる。曲げ加工や大物の絞り加工の用途に向く。クッションの役割は主に、絞り加工で金属の展延性を効果的に発揮させることである。
操作性は容易であるのに対し、油圧回路に関しては厳重な安全措置が必要とされる。油圧プレスでの事故は非常に多く、
特にメンテナンス時の死亡事故はプレス機の中でも最多である。
動力が液体なので、油圧回路のどこかから液漏れが相当量発生すると、スライドの自重などにより全く制御不能な状態に陥る事がある。
これを、「自重落下」とよび、動力プレス特定自主検査や、日常点検においてはこれを厳しくチェックする。対策として、バランスバルブの設置や、メンテナンス時の安全ブロック装着の義務付けなどが構造規格において規定されている。
機構や構造によって下記のような種類がある。
- プレスブレーキ
- 単動油圧式プレス
- 複動油圧式プレス

など。

## 安全対策
プレス機械を使用した作業（プレス作業）は、その動作原理ゆえに作業者が深刻な負傷をしがちで、さまざまな対策がハード面、ソフト面でなされてきた。

### ハード面の対策
プレス機械による労働災害の原因として、金型などに（おもに指・手・腕など）身体の一部が挟まれること、被加工物が飛散して身体に当たること、などがある。 これらの対策として以下のことが挙げられる。
- 安全囲い - 機械自体を覆う「プレス囲い」と 金型を覆う「型囲い」がある。挟まれ災害、飛散事故ともに有効である。
- 安全装置 - 手指などの身体が金型やスライド作動部分、いわゆる「危険限界」に入れられない、あるいは入ると機械が急停止するように作動させる装置。 以下の種類があり、通常は「両手操作式安全装置」と他の安全装置を組み合わせて用いられる。
  - 両手操作式安全装置
  - 光線式安全装置
  - ガード式安全装置
  - 手引き式安全装置
  - 手払い式安全装置

など。
- 自動化 - 材料送給装置を用いて材料の供給・取出しを自動化し、加工作業自体に人手が介在することをなくす。
  - 順送プレス
  - トランスファプレス

### ソフト面の対策
ソフト面の対策として、「作業管理体制」 「作業標準」を制定する、安全教育を行なう、注意喚起するなどが挙げられる。
- プレス金型取替作業者
- プレス機械作業主任者 - 事業場で行うプレス機械作業において労働災害を防止するための管理、作業者への指導を行なう。
- 指差喚呼 - 主に作業の要所・区切りごとに作業対象に対し指差しし、声に出して注意喚起する。
- 定められた服装・安全具の着用。

などがある。また加工屑が金型内に残った場合に作業者が手で取り除かなければならないなど、危険が予測される作業工程を、手作りで専用の治具を用意して廃するなど、作業者の工夫を取り入れることは、しばしば町工場レベルで行われる。

## 関連事項
- プレス加工
- ハンマー
- シングル段取り
- 外段取り
- 安全装置
- 安全工学
- ファインブランキングプレス